# 利里 (喬治亞州)
利里（英語：Leary）是一個位於美國喬治亞州卡爾霍恩縣的城市。

## 地理
利里的座標為31°29′08″N 84°30′48″W / 31.48556°N 84.51333°W，而該地的平均海拔高度為63米（即207英尺）。

## 人口
根據2010年美國人口普查的數據，利里的面積為8.33平方千米，當中陸地面積為8.31平方千米，而水域面積為0.02平方千米。當地共有人口618人，而人口密度為每平方千米74人。